# Нумен
Нумен (лат. Numen, букв. «божественна воля») — у римській релігії термін для позначення «божественності», «божественної могутності», «божественної волі». Значення цього терміна може змінюватися залежно від контексту, у якому він використовується: культура, релігієзнавство, соціологія.
З початку 20-го століття нумен іноді розглядався в історії релігії як доанімістична фаза, тобто система вірувань, успадкована від більш раннього часу. Numen також використовується соціологами для позначення ідеї магічної сили, укладеної в об'єкті, особливо коли пишуть про ідеї в західній традиції. Коли використовується в цьому сенсі, нумен, на думку деяких вчених, майже синонімічний мані.

## Етимологія
Буквально слово перекладається як «кивок головою». Це означає, що певне божество «киває», повідомляючи про свою волю або присутність.
Британський латиніст Герберт Роуз у 1926 р. так викладає цю теорію (H.J Rose, «Primitive culture in Italy»)
Слово, що це означає досить примітне : numen. Буквально воно перекладається як «кивок головою», або ж, оскільки мова йде про щось пасивне, то як «те, що відбувається завдяки кивку», тобто так само, як flamen означає: «те, що виникає через дуновіння». Згодом слово стало означати «результат або вираження влади», але аж ніяк не саму владу, і це варто підкреслити. Власне кажучи, це боги, а іноді й інші сили — надлюдські сили, що мають в собі numen.— 
Numen (божественність) не персоніфікована та її варто відрізняти від поняття бога

## Римський культ
Опис цього феномена знаходимо у римських авторів:
Цицерон пише про «божественний розум (mens)», який панує над життям людей та навіть змушує «пташку летіти то сюди, то туди, скритися в тій чи іншій частині неба».
Із впливом цієї божественної сили Цицерон пов'язує також знамення, які посилаються людям.
Вергілій у «Енеїді» згадує сюжет «Одісеї» про осліплення одноокого велетня Поліфема, де каже, що Одісей та його люди спочатку «просять про допомогу у великої нуміни» (magna precati numina)
Нумен також використовувався в імператорському культі Стародавнього Риму для позначення духу-хранителя, «божества» або божественної сили живого імператора. Таким чином це робило можливим поклоніння живому імператору, при цьому не називаючи його буквально богом. Наприклад, культ імператора Августа пропагувався Тиберієм.
Лукрецій використовує формулювання «numen mentis» або «воля розуму», де «воля» — це numen, але не божественний нумен (якщо не вважати розум проявом божественного)

## Предеїстична фаза релігії
Найбільш зважену картину ранньої римської релігії відображає єдина пануюча теорія, яка отримала штучну назву — предеїзм (prédéisme) , який ще називають динамізмом. Згідно з цією теорією, у витоків релігійних уявлень до поняття індивідуального бога та навіть поняття духа, мало місце уявлення про смутну, безособистісну силу, яка розсіяна по численним носіям.
У книзі «Релігія Стародавнього Риму» Герберт Роуз уточнює, яка саме римляни дійшли до створення індивідуалізованих богів на основі numen :
Оскільки numen формується у різних місцях та пов'язаний з різними людьми та предметами, то не дивно, що ця сила може проявлятися нерівномірно. Якщо ці прояви були потужними, а особливо якщо вони відбувалися регулярно, то з цього робився висновок, що вона походить від когось, хто має багато numen. Таке лице могло бути богом або богинею, а про їхню природу римлянин особливо не думав.

## Релігієзнавство
Термін numen та похідні від нього слова використовуються у релігієзнавстві у близькому до першопочаткового значенні. Від нього походить, зокрема, слово нумінозність — поняття, що характеризує найважливішу сторону релігійного досвіду та пов'язаного з інтенсивним переживанням божественного.
Німецький лютеранський релігієзнавець Рудольф Отто використовував термін «нумінозний» для опису рівня мислення, який знаходиться поза межами етики та раціональності. Сприйняття цієї божественності робить релігійний досвід водночас лякаючим та чаруючим.

## Аналоги в інших культурах
- Брахман в індуїзмі
- Камі в синтоїзмі
- мана в міфології Полінезії
- Теотль в міфології ацтеків
- Шехіна у семітський міфології